# 日下部利貞
日下部 利貞（くさかべ の としさだ）は、平安時代前期の貴族・陰陽師。姓は日下部（無姓）のち日下部連、日下部宿禰。正六位上・日下部歳直の子。官位は従五位下・陰陽助。

## 経歴
貞観5年（863年）陰陽大属として陰陽師らと共に滋岳川人に従って大和国吉野郡高山に赴き、虫害を避けるために祭礼を修した（この時の位階は従八位上）。清和朝において、陰陽大属・陰陽権允・陰陽助と一貫して陰陽寮の官人を務めた。またこの間、貞観6年（864年）日下部（無姓）から日下部連に改姓し、貞観15年（873年）には摂津国島上郡から右京二条三坊に本貫を移されている。
陽成朝初頭の元慶元年（877年）までに外従五位下・陰陽助に叙任され、同年12月には連姓から宿禰姓に改姓した。元慶6年（882年）内位の従五位下に至る。

## 官歴
『日本三代実録』による。
- 時期不詳：従八位上
- 貞観5年（863年） 2月1日：見陰陽大属
- 時期不詳：正六位上
- 貞観6年（864年） 8月8日：日下部（無姓）から日下部連に改姓
- 時期不詳：従七位上。陰陽権允
- 貞観15年（873年） 12月1日：摂津国島上郡から右京二条三坊に移貫
- 時期不詳：外従五位下。陰陽助
- 元慶元年（877年） 12月25日：連姓から宿禰姓に改姓
- 時期不詳：兼播磨権大掾
- 元慶6年（882年） 正月7日：従五位下（内位）